# سیارک ۴۷۱۰
سیارک ۴۷۱۰ (به انگلیسی: 4710 Wade، نامگذاری:1989AX2) چهار هزار و هفتصد و دهمین سیارک کشف شده‌است که در ۴ ژانویه ۱۹۸۹ کشف شد.
قدر مطلق سیارک برابر ۱۳٫۳۰ است.